# Boris III van Bulgarije
Boris Clemens Robert Maria Pius Lodewijk Stanislaus Xavier (Bulgaars: Борис Клемент Роберт Мария Пий Станислав Сакскобургготски) (Sofia, 30 januari 1894 – aldaar, 28 augustus 1943) was van 1918 tot 1943 tsaar van het Koninkrijk Bulgarije. Hij was de zoon van tsaar Ferdinand en Maria Louisa van Bourbon-Parma, dochter van Robert I van Parma.
Na de Bulgaarse nederlaag in de Eerste Wereldoorlog zag Ferdinand I zich gedwongen af te treden en kwam Boris III op de troon. Ondertussen streefden de Bulgaarse Agrarische Nationale Unie onder Aleksandar Stambolijski en de Bulgaarse Communistische Partij het afschaffen van de monarchie na.
Een jaar na Boris' aantreden werd Stamboeliski tot premier gekozen. Hij was populair bij de grote boerenbevolking, maar niet bij de middenklasse en het leger. Toen hij in april 1923 212 van de 245 zetels in de Sobranjie (parlement) won, begon hij aan te dringen op een referendum over de toekomst van de monarchie. Hierop lieten Boris en het leger hem gevangennemen en vermoorden. In september onderdrukte hij wreed een communistische opstand en aan het eind van het jaar had hij de touwtjes stevig in handen en vestigde een militaire dictatuur. De opstand had 10.000 levens gekost.
In juni 1934 pleegden de rechts-autoritaire Zveno en de Militaire Liga een staatsgreep en de belangrijkste man achter de coup, kolonel Damjan Veltsjev, benoemde Kimon Georgiev tot premier. Deze republikein wilde de macht van Boris danig inperken. In februari 1935 pleegde de monarchistische vleugel van de Militaire Liga echter weer een staatsgreep en de samenzweerders vluchtten naar het buitenland. Boris schafte in 1936 bijna elke vorm van parlementaire regering af. Hoewel er in 1938 verkiezingen waren - waar voor het eerst ook getrouwde vrouwen aan mochten deelnemen - deed de uitslag daarvan er niet zoveel toe. Alle vroegere partijen waren verboden en het parlement was slechts een raadgevend orgaan. Desondanks was Boris niet impopulair bij het volk en wandelde rustig door de straten van Sofia.
De tsaar had fascistische sympathieën en nam deel aan de Tweede Wereldoorlog aan de zijde van de asmogendheden. Hij vocht mee met Duitsland tegen Griekenland en Joegoslavië. Koning Carol II van Roemenië werd door de Duitsers gedwongen een aantal gebieden af te staan, waaronder de Dobroedzja aan Bulgarije. Boris volgde Adolf Hitler echter niet slaafs na. Zo weigerde hij de Bulgaarse joden uit te leveren en deel te nemen aan de Duitse invasie van Rusland. Voor deze weigering wordt hij tot op de dag van vandaag door sommige joodse groeperingen als held vereerd. Hitler ontbood hem in Slot Klessheim te Salzburg en gaf hem te verstaan dat het lot van zijn land afhankelijk was van een totale Duitse overwinning. Boris scheen er weinig van onder de indruk te zijn.
Bij een bezoek aan Hitler in Berlijn stemde de tsaar erin toe de oorlog te verklaren aan het verafgelegen Verenigd Koninkrijk en de Verenigde Staten, maar weigerde opnieuw betrokken te raken in de oorlog tegen de Sovjets. Kort hierna stierf hij plotseling. Velen denken dat hij is vergiftigd door Hitler die een nazi-regering wilde installeren, maar bewezen is dit nooit. Hij werd opgevolgd door zijn zes jaar oude zoontje Simeon II onder regentschap van zijn broer Cyril.
Boris was in aanwezigheid van Benito Mussolini, in 1930 gehuwd met Johanna, dochter van Victor Emanuel III van Italië. Het paar kreeg twee kinderen:
- Marie Louise (1933)
- Simeon (1937).

## Voorouders
| Voorouders van Boris III van Bulgarije | Voorouders van Boris III van Bulgarije                                                                 | Voorouders van Boris III van Bulgarije                                                                 | Voorouders van Boris III van Bulgarije                                                          | Voorouders van Boris III van Bulgarije                                                          | Voorouders van Boris III van Bulgarije                                             | Voorouders van Boris III van Bulgarije                                             | Voorouders van Boris III van Bulgarije                                             | Voorouders van Boris III van Bulgarije                                             |
| -------------------------------------- | --- | --- | ----------------------------------------------------------------------------------------------- | ----------------------------------------------------------------------------------------------- | ---------------------------------------------------------------------------------- | ---------------------------------------------------------------------------------- | ---------------------------------------------------------------------------------- | ---------------------------------------------------------------------------------- |
| Overgrootouders                        | Ferdinand George August van Saksen-Coburg-Saalfeld-Koháry (1785-1851) ∞ Antonia van Koháry (1757-1831) | Ferdinand George August van Saksen-Coburg-Saalfeld-Koháry (1785-1851) ∞ Antonia van Koháry (1757-1831) | Lodewijk Filips I van Frankrijk (1773-1850) ∞ 1809 Marie Amélie van Bourbon-Sicilië (1782-1866) | Lodewijk Filips I van Frankrijk (1773-1850) ∞ 1809 Marie Amélie van Bourbon-Sicilië (1782-1866) | Karel III van Parma (1823-1854) ∞ Louise Maria van Frankrijk (1819-1864)           | Karel III van Parma (1823-1854) ∞ Louise Maria van Frankrijk (1819-1864)           | Ferdinand II der Beide Siciliën (1810-1859) ∞ Theresia van Oostenrijk (1816-1867)  | Ferdinand II der Beide Siciliën (1810-1859) ∞ Theresia van Oostenrijk (1816-1867)  |
| Grootouders                            | August van Saksen-Coburg en Gotha (1818-1881) ∞ Clementine van Orléans (1817-1907)                     | August van Saksen-Coburg en Gotha (1818-1881) ∞ Clementine van Orléans (1817-1907)                     | August van Saksen-Coburg en Gotha (1818-1881) ∞ Clementine van Orléans (1817-1907)              | August van Saksen-Coburg en Gotha (1818-1881) ∞ Clementine van Orléans (1817-1907)              | Robert I van Parma (1848-1907) ∞ Maria Pia van Bourbon-Sicilië (1849-1882)         | Robert I van Parma (1848-1907) ∞ Maria Pia van Bourbon-Sicilië (1849-1882)         | Robert I van Parma (1848-1907) ∞ Maria Pia van Bourbon-Sicilië (1849-1882)         | Robert I van Parma (1848-1907) ∞ Maria Pia van Bourbon-Sicilië (1849-1882)         |
| Ouders                                 | Ferdinand I van Bulgarije (1861-1948) ∞ Maria Louisa van Bourbon-Parma (1870-1899)                     | Ferdinand I van Bulgarije (1861-1948) ∞ Maria Louisa van Bourbon-Parma (1870-1899)                     | Ferdinand I van Bulgarije (1861-1948) ∞ Maria Louisa van Bourbon-Parma (1870-1899)              | Ferdinand I van Bulgarije (1861-1948) ∞ Maria Louisa van Bourbon-Parma (1870-1899)              | Ferdinand I van Bulgarije (1861-1948) ∞ Maria Louisa van Bourbon-Parma (1870-1899) | Ferdinand I van Bulgarije (1861-1948) ∞ Maria Louisa van Bourbon-Parma (1870-1899) | Ferdinand I van Bulgarije (1861-1948) ∞ Maria Louisa van Bourbon-Parma (1870-1899) | Ferdinand I van Bulgarije (1861-1948) ∞ Maria Louisa van Bourbon-Parma (1870-1899) |
| Boris III van Bulgarije (1894-1943)    | | |                                                                                                 |                                                                                                 |                                                                                    |                                                                                    |                                                                                    |                                                                                    |